# Rip Hopkins
Pour les articles homonymes, voir Hopkins.
Rip Hopkins, né le 1er janvier 1972 à Sheffield, est un photographe anglais.

## Biographie
Rip Hopkins fait ses études supérieures à l'École nationale supérieure de création industrielle à Paris. En collaboration avec Médecins sans frontières, il réalise des reportages photographiques et des documentaires sur les populations en danger aux quatre coins du monde.
En 1996, il devient membre de l'Agence VU. L'année suivante, il est lauréat de la bourse Mosaïque, du prix Kodak du jeune photo reporter et de l'Observer Hodge Award.
En 2000, il obtient la bourse de la fondation Hachette, qui lui permet de réaliser une recherche photographique au Tadjikistan. Avec ce travail, il gagne en 2002 le prix  HSBC pour la photographie grâce auquel le livre Tadjikistan tissages est édité chez Actes Sud. La même année, il obtient la bourse du FIACRE qui lui permet de réaliser le livre Déplacés, paru aux Éditions Textuel en 2004.
Ses œuvres figurent dans la collection de la Fondation Guerlain, musée d'Orsay, FNAC, LaSalle Bank (en), HSBC et du Centre Pompidou.
En 2013, avec Ghazal Brunel et Franck Brunel, il fonde Wizzer, une application de mise en relation et de paiement pour le covoiturage au quotidien, application fermée en 2015.

## Publications
- Plumassiers, textes Maud Ruby, Rip Hopkins Éditions_Filigranes, 2023
- Gardiens, textes Adrien Bossard, Éditions_Filigranes, 2023
- Canada Canada, sous la direction de Pépita Car, textes Rip Hopkins, Éditions_Filigranes, 2017
- (fr) Belgian Blue Blood, textes d'Olivier de Trazegnies et Pauline de La Boulaye, Trézélan, Éditions_Filigranes, 2016, 237 p  (ISBN 978-2-35046-381-0)[4].
- Chevaleresque, textes Pauline de La Boulaye, Éditions_Filigranes 2012
- Un âge de Fer et de Béton, textes Christophe Donner, Éditions_Filigranes 2011
- Sept fois à terre, huit fois debout, textes Jean Lacouture, Rony Brauman, Rip Hopkins, Éditions du Chêne 2011
- Another Country, textes Antony Mair, Pauline de La Boulaye, Rip Hopkins, Éditions_Filigranes 2010
- Alchimistes aux fourneaux, textes Pierre Gagnaire, Hervé This, Éditions Flammarion 2007
- Clee hill & other sculptures, textes Stephen Cox (en), BH Publishing 2006
- Décade, textes Rip Hopkins, Éditions_Filigranes 2006
- Déplacés, textes Gabriel Bauret, Rip Hopkins, Éditions Textuel 2004
- Tadjikistan Tissages, textes Christian Caujolle et Rip Hopkins, Actes Sud 2002
- Nimulé, textes Christian Caujolle, Éditions_Filigranes 2006

## Expositions
Il a exposé ses travaux à la Photographers' Gallery (Londres), au musée d'Orsay (Paris), à la Maison européenne de la photographie (Paris) et au musée d'Art moderne et contemporain (Strasbourg).
- 4 janvier - 18 février 2006 : Rip Hopkins. Décade 1995-2005, Centre atlantique de la photographie, Brest[6].

puis 6 mai - 10 juin 2006 : Espace d'art contemporain, La Rochelle.
- 18 mars - 18 mai 2023 : Gardiens. Rip Hopkins, Espace culturel départemental Lympia, Nice.